# Skogome
Skogome är en stadsdel och primärområde i stadsområde Hisingen i Göteborgs kommun, belägen på Hisingen i Göteborg. Stadsdelen har en areal på 405 hektar.
Skogome är känt för Skogomeanstalten och Lillhagens sjukhus som båda ligger i området.

## Historia
Skogome utgjorde, tillsammans med stadsdelarna Säve och Kärra, Säve socken, som sträckte sig från Nordre älv till Göta älv. År 1907 invigdes Bohusbanan, som passerar genom stadsdelen. Lillhagens sjukhus invigdes 1935 och Skogomeanstalten stod klar år 1957. År 1967 inkorporerades stadsdelen med Göteborg.

## Hökälla säteri
Hökälla var Säve sockens förnämsta gods och bestod av huvudbyggnad, flyglar och flera ekonomibyggnader. Göteborgs stad köpte år 1920 marken för att bygga Lillhagens sjukhus där. Två knuttimrade byggnader med panel bevarades och ingår i kommunens bevaringsprogram sedan år 1975. Även delar av ekskogen och den så kallade Aschebergska eken bevarades.

## Hökälla våtmarkspark
Genom uppdämning av Kvillebäcken skapades Hökälla våtmarkspark, som är ett av de artrikaste områdena för häckande fåglar i Göteborgs kommun. Bland de över 100 häckande fågelarterna återfinns knipa, sothöna, enkelbeckasin, rörhöna och smådopping. De sällsynta växterna spetsnate och jättestarr återfinns i området.

## Nyckeltal

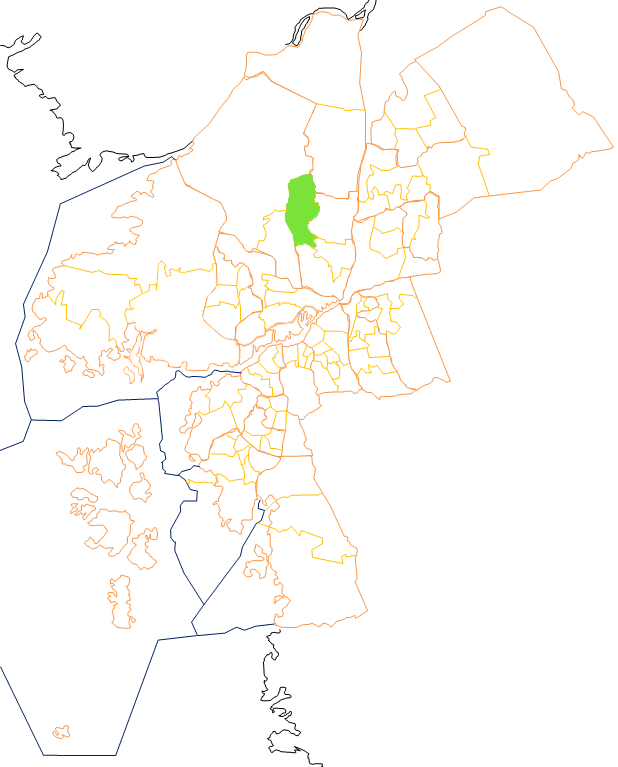
Skogome

Nyckeltalen redovisar statistik som beskriver Göteborg och dess 96 delområden, primärområden, per den 31 december och kan användas för att jämföra de olika områdena. Nedan redovisas uppgifter för primärområdet och jämförelse görs mot uppgifterna för hela kommunen.
|                                                           | Skogome    | Hela Göteborg |
| --------------------------------------------------------- | ---------- | ------------- |
| Folkmängd                                                 | 2 811      | 587 549       |
| Befolkningsförändring 2020–2021                           | -21        | +4 493        |
| Andel födda i utlandet                                    | 22,5 %     | 28,3 %        |
| Andel utrikes födda eller med två utrikes födda föräldrar | 31,9 %     | 38,1 %        |
| Medelinkomst                                              | 365 700 kr | 332 400 kr    |
| Arbetslöshet                                              | 5,0 %      | 6,6 %         |
| Antal ersatta dagar från F-kassan per person (16-64 år)   | 16,3       | 19,5          |
| Andel med eftergymnasial utbildning (minst 3 år)          | 37,6 %     | 37,9 %        |
| Andel bostäder byggda 2001–2010                           | 27,4 %     |               |
| Andel bostäder i allmännyttan                             | 0,0 %      | 25,9 %        |
| Antal färdigställda bostäder 2021                         | 0          |               |
| Andel bostäder i småhus                                   | 41,4 %     | 18,3 %        |

## Stadsområdes- och stadsdelsnämndstillhörighet
Primärområdet tillhörde fram till årsskiftet 2020/2021 stadsdelsnämndsområdet Norra Hisingen och ingår sedan den 1 januari 2021 i stadsområde Hisingen.